# Hockey Club Selva - Wolkenstein
L'Hockey Club Selva - Wolkenstein è stata una squadra di hockey su ghiaccio di Selva di Val Gardena.

## Storia
La squadra si è sciolta nel 2000 per fondersi con l'Hockey Club Gardena-Gröden (già HC Ortisei) per dare origine all'Hockey Club Gherdëina. La fusione con l'altra squadra della Val Gardena venne decisa a causa di problemi economici societari e a seguito della distruzione del palaghiaccio dell'Hockey Club Gardena-Gröden (con sede a Ortisei) a causa di una frana. La fusione venne decisa quindi per unire le forze delle due squadre della valle, dato anche che l'HC Selva era già farm-team dell'HC Gardena.

## Palmarès
Nel corso della sua storia l'HC Selva non ha mai partecipato a campionati di serie A ma ha vinto per due volte il campionato di serie A2 (stagioni 1979/80 e 1980/81) proprio quando l'HC Gardena si aggiudicava due scudetti. Ha vinto inoltre un campionato di serie B (stagione 1996/97), allora terza serie del torneo, mentre l'HC Gardena in quella stagione si aggiudicava la serie cadetta.